# Oldsmobile Curved Dash
Oldsmobile Curved Dash (рус. «Олдсмобил с изогнутым передним щитком») — американский автомобиль с двухместным открытым кузовом «Runabout» (открытый и с двумя вырезами в боковинах вместо дверей, распространённый в те годы тип кузова), выпускавшийся фирмой Oldsmobile с 1901 по 1907 год.
В 1901 году было выпущено 400 машин, 2500 в следующем, а всего около 19 тысяч.
Цена составляла US $650, что по тем временам позволяло отнести автомобиль к средней ценовой группе — стоимость конкурентов составляла от $250 (1906 Success) до $800 (Ford «Doctor’s Car»).
Двигатель был одноцилиндровым, с водяным охлаждением, располагался посередине автомобиля и имел мощность 4 л. с. Карбюратор был сделан из бронзы, бензин поступал самотёком. Коробка передач была полуавтоматической, частично планетарной, с двумя ступенями переднего хода и одной заднего. Масса составляла 386 кг.
Быстрый финансовый успех модели Curved Dash позволил компании Olds Motor Works построить новый завод в городе Лансинг, штат Мичиган.

## Изображения

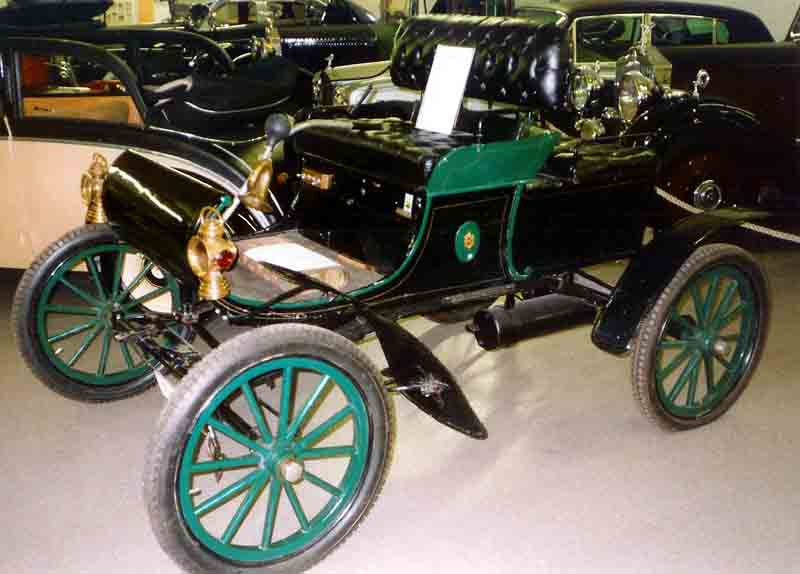
Oldsmobile Model R Curved Dash Runabout 1903
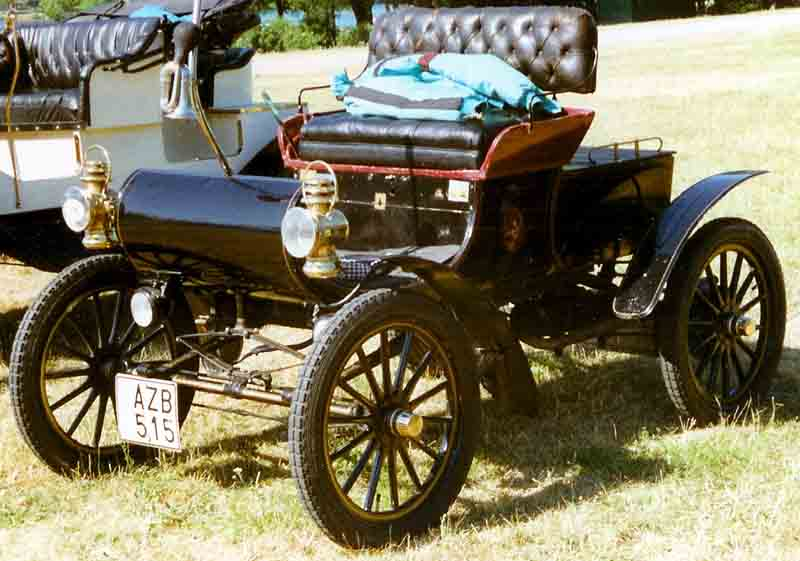
Oldsmobile Model R Curved Dash Runabout 1903
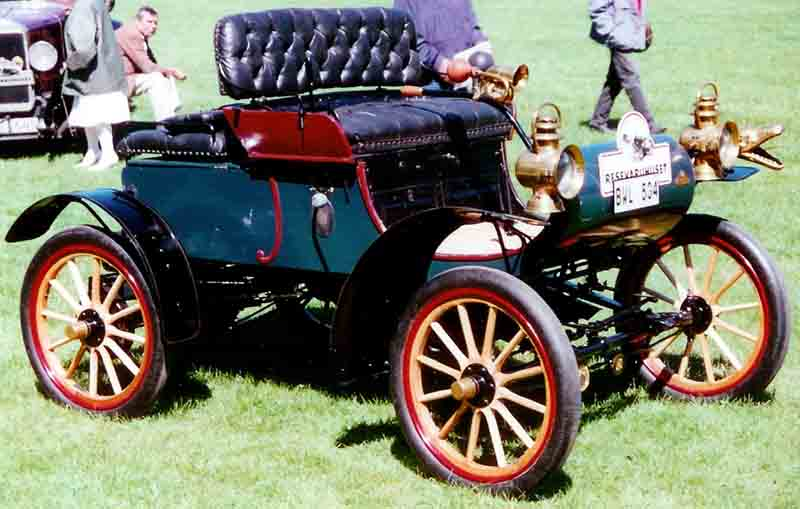
Oldsmobile Model 6C Curved Dash Runabout 1904
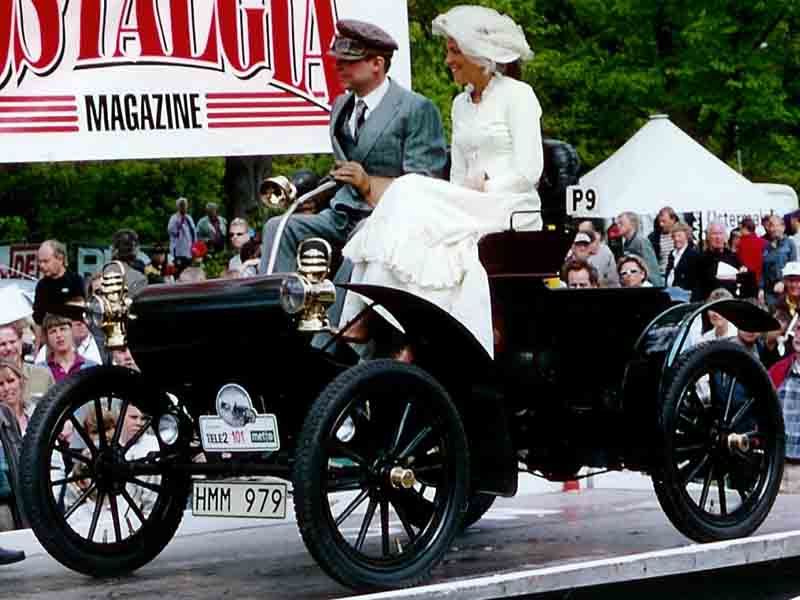
Oldsmobile Model 6C Curved Dash Runabout 1904
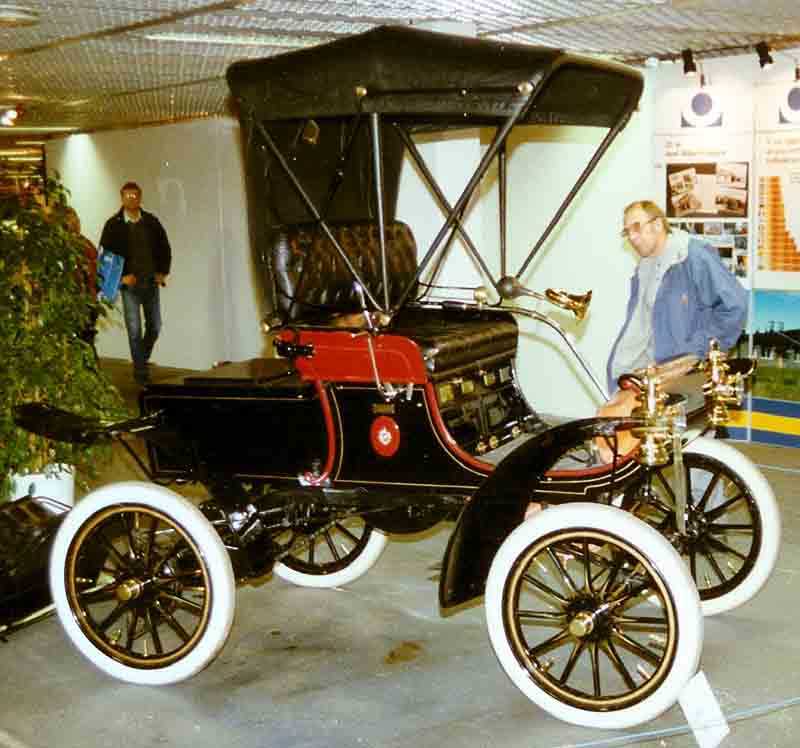
Oldsmobile Model 6C Curved Dash Runabout 1904
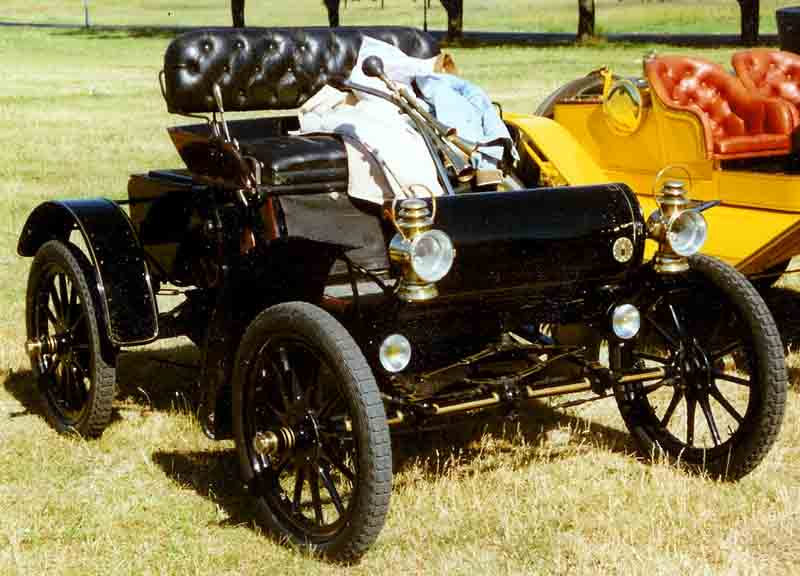
Oldsmobile Model B Curved Dash Runabout 1905
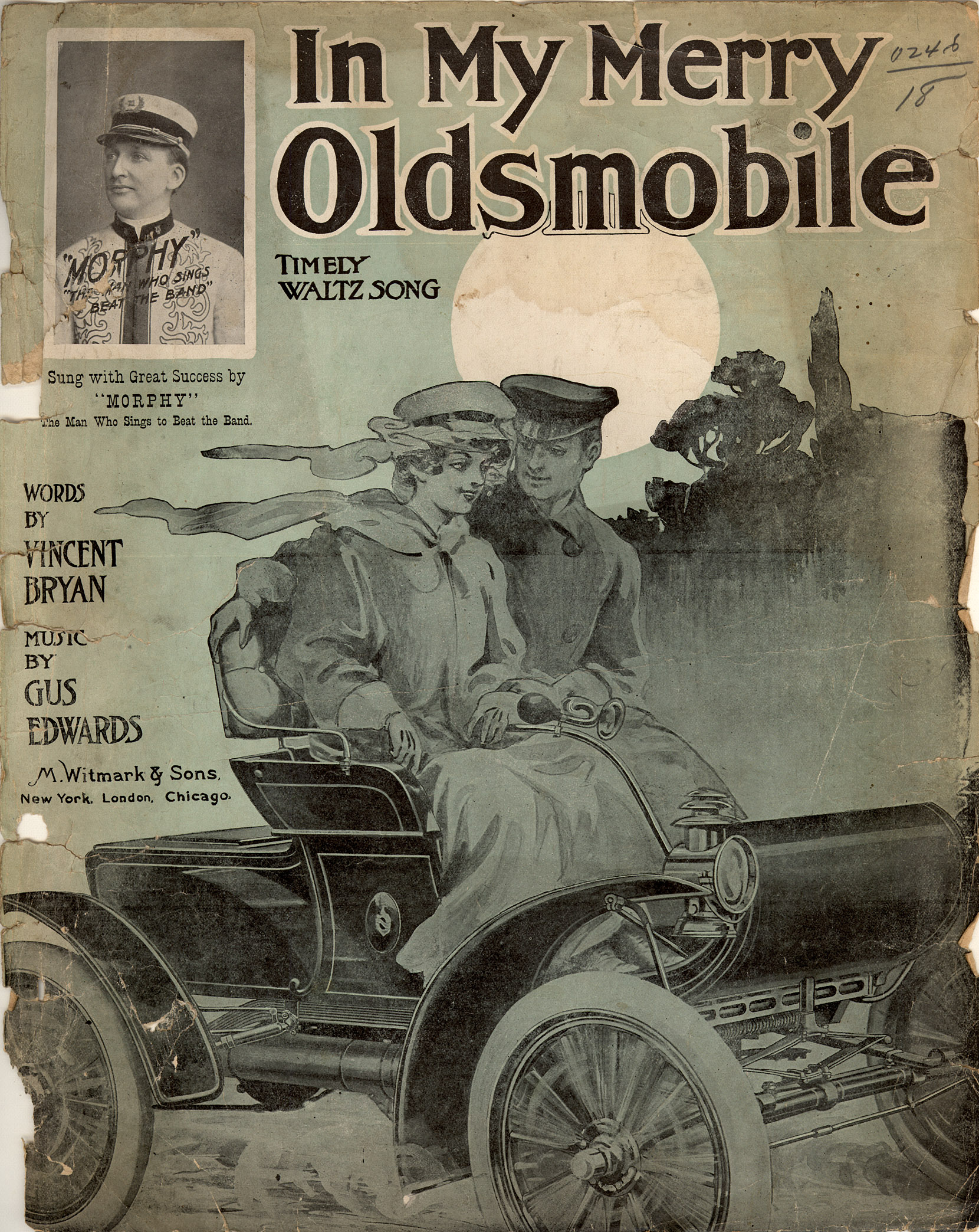
Обложка сборника песен In My Merry Oldsmobile
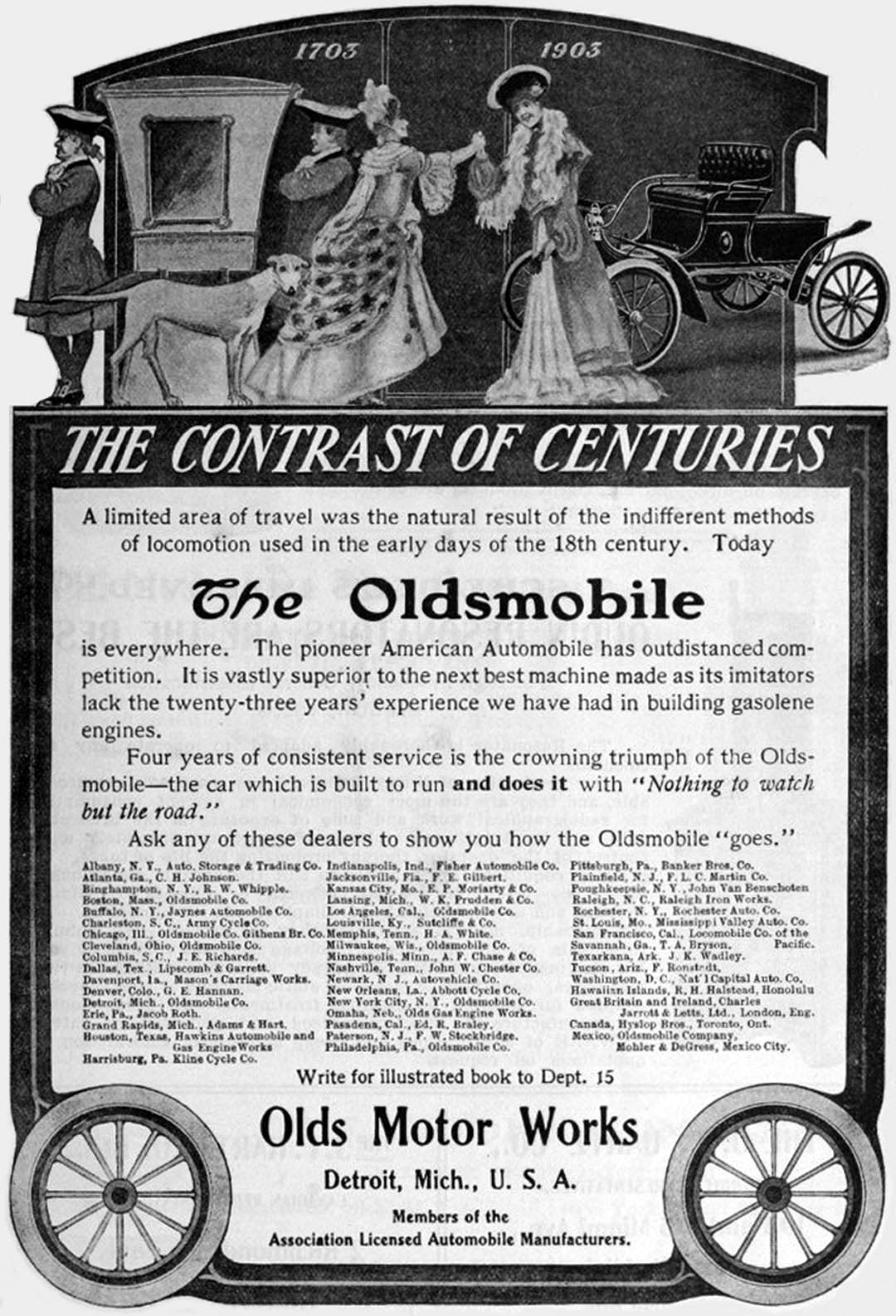
Реклама 1903 года.